# Chet Huntley
Chester Robert Huntley, detto Chet (Cardwell, 10 dicembre 1911 – Big Sky, 20 marzo 1974), è stato un giornalista statunitense.

## Biografia
Huntley nacque a Cardwell, nel Montana, primogenito di quattro figli di una famiglia di origine scozzese. Suo padre era un operatore telegrafico della Northern Pacific Railway. Da bambino visse con la sua famiglia a Cardwell, Saco, Willow Creek, Big Timber, Whitehall e Three Forks. Dopo il diploma alla Whitehall High School, frequentò l'università statale del Montana di Bozeman, dove fu membro della confraternita Sigma Alpha Epsilon. Frequentò il Cornish College of the Arts di Seattle prima di laurearsi all'Università di Washington nel 1934, con una laurea in recitazione.

### Carriera
Nel 1937 lavorò per la KFI a Los Angeles, per passare alla CBS Radio nel 1939, alla ABC Radio nel 1951, fino ad approdare alla NBC nel 1955. Huntley condusse l'Huntley-Brinkley Report in onda sulla NCB, dal 29 ottobre 1956 al 31 luglio 1970. Nel 1981, all'età di 60 anni, Brinkley lasciò la NBC per condurre di This Week with David Brinkley, un programma della domenica mattina acclamato dalla critica sulla ABC. Huntley scrisse un libro di memorie della sua infanzia nel Montana, The Generous Years: Remembrances of a Frontier Boyhood, pubblicato da Random House nel 1968. L'ultima trasmissione di Huntley su NBC News andò in onda venerdì 31 luglio 1970.
Tornò nel Montana, dove concepì e costruì Big Sky, una stazione sciistica a sud di Bozeman, che aprì nel dicembre 1973. Huntley morì di cancro ai polmoni il 20 marzo 1974, nella sua casa di Big Sky all'età di 62 anni.

### Vita privata
Huntley si sposò per la prima volta con Ingrid Rolin. La coppia ebbe due figlie e divorziò nel 1959. Nello stesso anno, sposò Tipton Stringer.

## Pubblicazioni
- (EN) Chet Huntley, The Generous Years: Remembrances of a Frontier Boyhood, Random House, 1968, ISBN 9780394426181.